# Kuy
Le kuy (ou kuuy, kuay) est une langue môn-khmer parlée dans le Nord-Est de la Thaïlande, essentiellement dans les provinces de Surin, Si Saket et Buriram. Des communautés importantes résident aussi au Laos et au Cambodge.

## Classification interne
Le kuy est classé le groupe occidental des langues katuiques, dans la branche môn-khmer des langues austroasiatiques.

## Phonologie
Les tableaux présentent les phonèmes vocaliques et consonantiques du kuy de Ban Samrong, dans la province de Surin.

### Voyelles
|         | Antérieure            | Centrale              | Postérieure                 |
| ------- | --------------------- | --------------------- | --------------------------- |
| Fermée  | i [i] iː [iː]         |                       | ʉ [ʉ] ʉː [ʉː] u [u] uː [uː] |
| Moyenne | e [e] ee [eː]         | ə [ə] əː [əː] ʌː [ʌː] | o [o] oo [oː]               |
| Ouverte | ɛː [ɛː] æ [æ] æː [æː] | a [a] aa [aː]         | ɒ [ɒ] ɒː [ɒː]               |

### Consonnes
|               |               | Bilabiales | Alvéolaires | Alvéolaires | Alvéolaires | Vélaires | Glottales |
| ------------- | ------------- | ---------- | ----------- | ----------- | ----------- | -------- | --------- |
| Centrales     | Latérales     | Bilabiales | Palatales   |             |             | Vélaires | Glottales |
| Occlusives    | Sourdes       | p [p]      | t [t]       |             |             | k [k]    | ʔ [ʔ]     |
| Occlusives    | Sourdes asp.  | ph [pʰ]    | th [tʰ]     |             |             | kh [kʰ]  |           |
| Affriquées    | Sourdes       |            |             |             | c [t͡ʃ]      |          |           |
| Affriquées    | Sourdes asp.  |            |             |             | ch [t͡ʃʰ]    |          |           |
| Fricatives    | Fricatives    |            | s [s]       |             |             |          | h [h]     |
| Nasales       | Nasales       | m [m]      | n [n]       |             | ɲ [ɲ]       | ŋ [ŋ]    |           |
| Liquides      | Liquides      |            |             | l [l]       |             |          |           |
| Roulées       | Roulées       |            | r [r]       |             |             |          |           |
| Semi-voyelles | Semi-voyelles | w [w]      |             |             | y [j]       |          |           |